# Kanton Allanche
Allanche is een voormalig kanton van het Franse departement Cantal. Het kanton maakte deel uit van het arrondissement Saint-Flour. Het kanton is opgeheven bij decreet van 13 februari 2014, met uitwerking op 22 maart 2015. De gemeenten  werden opgenomen in het kanton Murat.

## Gemeenten
Het kanton Allanche omvatte de volgende gemeenten:
- Allanche (hoofdplaats)
- Charmensac
- Joursac
- Landeyrat
- Peyrusse
- Pradiers
- Sainte-Anastasie
- Saint-Saturnin
- Ségur-les-Villas
- Vernols
- Vèze